# IFFT
Die IFFT (engl. Inverse Fast Fourier Transformation) ist die Abkürzung für die Umkehrfunktion zur schnellen Fourier-Transformation (FFT). Sie wandelt/transformiert ein Signal vom Frequenzbereich zurück in den Zeitbereich.
Die IFFT und FFT sind sehr ähnlich aufgebaut. Der einzige Unterschied besteht darin, dass bei der IFFT die Vorzeichen der Exponenten der komplexen Drehfaktoren invertiert werden müssen und das Ergebnis mit dem Faktor 1/n  zu multiplizieren ist. Diese zusätzliche Multiplikation kann in der Implementierung als Schiebeoperation ausgeführt werden, falls der Faktor n bei der FFT eine Zweierpotenz ist. Eine genauere Beschreibung dieser Verwandtschaft ist im Artikel über die FFT enthalten.

## Anwendungsgebiete
- Synthese von Zeitsignalen im Frequenzbereich (z. B. Erzeugung von elektronischen Klängen)
- digitale Modulationsverfahren (z. B. Mehrträgerverfahren: OFDM, engl. Orthogonal Frequency Division Multiplexing)
- Berechnung der Filterkoeffizienten für digitale Filter (z. B. nach der Fenstermethode)
- Filterung im Frequenzbereich und Rücktransformation in den Zeitbereich
- Fourierrücktransformation vom Frequenz- in den Zeitbereich in der Signalanalyse

Mehr Anwendungsgebiete sind auch hier im Artikel über die FFT zu finden.